# Alexandr (Chovanskij)
Alexandr (světským jménem: Ivan Andrejevič Chovanskij; 1823 – 24. února 1891, Suchumi) byl ruský duchovní Ruské pravoslavné církve a biskup suchumský.

## Život
Narodil se roku 1823 v rodině diákona saratovské eparchie Andreje Grigorjeviče Chovanského.
Navštěvoval Saratovský duchovní seminář a Kazaňskou duchovní akademii.
Dne 2. dubna 1851 se stal učitelem Kazaňského duchovního semináře.
Dne 12. srpna 1856 byl postřižen na monacha se jménem Alexandr.
Od 29. listopadu 1857 byl inspektorem Saratovského duchovního semináře.
Dne 16. března 1859 se stal monachem v Donském monastýr v Moskvě.
Dne 9. června 1863 byl povýšen na archimandritu.
Dne 26. června 1866 byl jmenován rektorem Permského duchovního semináře a 26. července 1868 Astrachaňského duchovního semináře.
Od 26. dubna 1872 byl představeným monastýru Proměnění Páně v Astrachani a od 9. října 1874 Chersonského monastýru.
Dne 19. května 1878 byl ustanoven představeným Vladimiro-Volyňského monastýru.
Dne 29. května 1889 byl v Petrohradu rukopoložen na biskupa suchumského.
Zemřel 24. února 1891. Pohřben byl v chrámu Zvěstování přesvaté Bohorodice v Suchumi.